# Rotterdamsche Bank
Rotterdamsche Bank — несуществующий ныне нидерландский коммерческий банк.

## История
Банк был основан в 1863 году. В 1911 году после слияния с Deposito- en Administratie Bank изменил своё название на Rotterdamsche Bankvereeniging. В 1947 году был переименован в Rotterdamsche Bank. Банк фактически состоял из двух самостоятельных банков в Роттердаме и Амстердаме, каждый из которых имел сеть своих отделений в разных городах.
В 1961 году Rotterdamsche Bank поглотил крупный коммерческий банк Nationale Handelsbank с капиталом в 33 млн гульденов. В результате банк значительно расширил своё влияние за пределами Голландии. К нему перешли заграничные филиалы присоединённого банка в Гонконге, Сингапуре, Японии, Таиланде и дочернюю компанию в Канаде — Канадский торговый банк; в сентябре 1963 года 50 % акций последнего банка было продано First National City Bank of New York.
В конце 1961 года он приобрёл участие в капитале вновь созданного банка в Нигерии United Bank for Africa, стремясь тем самым усилить проникновение голландских товаров и капиталов на африканский рынок. В 1964 году слиянием Amsterdamsche Bank и Rotterdamsche Bank был образован AMRO Bank.

## Деятельность
Rotterdamsche Bank располагал значительной долей участия во многих крупных промышленных предприятиях страны; он тесно был связан с концернами Unilever и Philips, представители которых входили в правление банка; своё влияние банк распространил и на судоходные компании. Rotterdamsche Bank осуществлял все банковские операции: долгосрочное и краткосрочное кредитование промышленности, финансирование внешней торговли, посредничество в эмиссии ценных бумаг и др. На 1 января 1963 года капитал и резервы составляли 130 млн гульденов, сумма баланса — 1 946 млн, текущие счета и вклады — 1 782 млн и ссуды — 930 млн, инвестиции в государственные ценные бумаги — 347 млн.